# Géothermie à La Réunion
Lancé en 1978 par le BRGM, le Projet d'exploitation Géothermique haute énergie de l'île de La Réunion a été repris en 2001 par son  Conseil régional dans le cadre des transferts de compétences prévues par la loi d'orientation pour l'Outre-Mer. Il est toujours dans sa phase d'exploration.

## Chronologie
Les méthodes d'exploration de surface sont:
- la Gravimétrie pour cerner les réservoirs de chaleur.
- la Magnétotellurie (MT) pour repérer les couches de terrain imperméables, susceptibles de retenir l'eau géothermale
- la Polarisation Spontanée (PS) pour détecter les circulations d'eau sous la surface
- l'Analyse chimique des eaux et des gaz: La présence d'anomalies en He, CO2, H2S, CH4 et Rn (radon) permettent de mettre en évidence d'éventuelles contaminations par des gaz d'origine magmatique.

| Date                      | Événement | Massif du Piton des Neiges | Massif du Piton de la Fournaise | Détail |
| ------------------------- | --- | --- | --- | --- |
| 1985 et 1986              | Forages profonds | Salazie (SLZ1) | Grand Brûlé (SR1) | |
| Octobre 2000 à Avril 2001 | études géologiques et géochimiques menées par le BRGM                                                                    | cirques de Salazie et de Cilaos | Plaine des Sables, Plaine des Palmistes et Plaine des Cafres | réalisation de profils de mesures des gaz dans les sols. |
| 2001                      | Réalisation du modèle conceptuel du Massif du Piton des Neiges par le BRGM                                               | | | Les sources chaudes à Salazie et Cilaos, le forage SLZ1 de 1986 y sont figurés |
| 2001                      | 105 sondages (AMT, MT et TDEM) par les laboratoires des universités de La Réunion, de Paris VI et de Clermont-Ferrand    | Cirques de Salazie et de Cilaos, région des Plaines et dans une moindre mesure le cirque de Mafate et le plateau de Bébour-Bélouve.           | Flanc nord du Piton de la Fournaise | |
| Février 2002              | Première « Rencontre Géothermie »                                                                                        | Aucune mesure PS n’a été réalisée dans le massif du Piton des Neiges                                                                          | | Acteurs du projet : experts, Conseil Régional, Conseil Général, PB Power, BRGM, ARER et universités (Réunion, Paris VI et Clermont-Ferrand).La zone centrale du massif du Piton des Neiges et l’axe Plaine des Palmistes - Piton de la Fournaise sont définies comme prometteuses: Des mesures complémentaires (notamment MT, gravimétrie et PS) sont arrêtées dans les orientations à venir. Elles seront en partie faites dans le massif du Piton de la Fournaise, en avril 2003. Celles du massif du Piton des Neiges n'ont toujours pas été faites en 2008. |
| 2002                      | campagne MT/TDEM | 33 sondages Cilaos et Salazie | 53 sondages axe Plaine des Palmistes / Fournaise | Le rapport synthèse est rédigé en octobre 2003 |
| mars/avril 2003           | 309 nouvelles mesures gravimétriques par les universités de la Réunion et Clermont-Ferrand                               | | | Le réservoir de chaleur de la plaine des sables est souligné moins important qu'au Brulé et Piton des Neiges- Les études des universités sont reconnues incomplètes |
| Avril 2003                | Mesures PS par les universités de La Réunion et de Clermont-Ferrand                                                      | | Uniquement dans le massif de la Fournaise | |
| Juin 2003                 | 2e « Rencontre Géothermie »                                                                                              | - | - | Le Conseil Régional décide de forer à la Plaine des Sables, au cœur du Parc national de La Réunion en cours de création. |
| Octobre 2003              | Rapport de synthèse de la campagne magnétotellurique MT/TDEM menée en 2002.                                              | La zone du cirque de Salazie, à proximité du puits d’exploration SLZ1 est favorable à l’existence d’un système géothermal à haute température | Une anomalie sous la Plaine des Sables est décelée. Sa surface est de l’ordre de 20 km². Elle pourrait être interprétée comme la couverture (cap rock) d’un réservoir géothermal à haute température | - |
| 2004                      | Compléments de mesures gravimétriques par l’université de Clermont-Ferrand et réinterprétation de l'ensemble des données | - | | Un corps dense est interprété comme une chambre magmatique en refroidissement au-dessous de la plaine des sables. |
| 2004                      | mesures MT par la société GEOSYSTEM                                                                                      | - | 52 sondages MT/TDEM | Les Géophysiciens estiment un potentiel électrique de 20 MW Les chances que la structure géo-électrique obtenue à partir des mesures MT corresponde à la signature d’un système géothermal à haute température sont estimées à 50 %. L'absence d’indice de surface de la présence d’un système géothermal(fumerolles, sources chaudes etc.) est confirmée |
| 20 au 22 avril 2005       | Rencontre technique | - | un seul forage | Le Conseil Régional arrête la zone de la Plaine des Sables entre le Piton Chisny et le rempart du Pas de Bellecombe |
| Juin 2005                 | mémoire explicatif ANTEA                                                                                                 | - | - | la Région Réunion a retenu le bureau d'étude ANTEA pour une mission d’assistance au maître d’ouvrage. Cette mission prévoit notamment: - l’élaboration d’un Mémoire explicatif, - la réalisation d’un Dossier d’implantation des ouvrages d’exploration, - la définition d’un Programme technique et financier des travaux à réaliser. |
| Février 2008              | lancement des appels d'offres par le conseil Régional                                                                    | - | | Forages, Terrassement, génie civil pour la réalisation de 3 plateformes et piste d'accès respectives. Réalisation d'une retenue collinaire. |
| 26 mars 2010              | Annonce du Conseil Regional de l'abandon du projet Plaine des Sables pour permettre l'inscription au patrimoine mondial  | | | |

## Projet de la "Plaine des Sables"

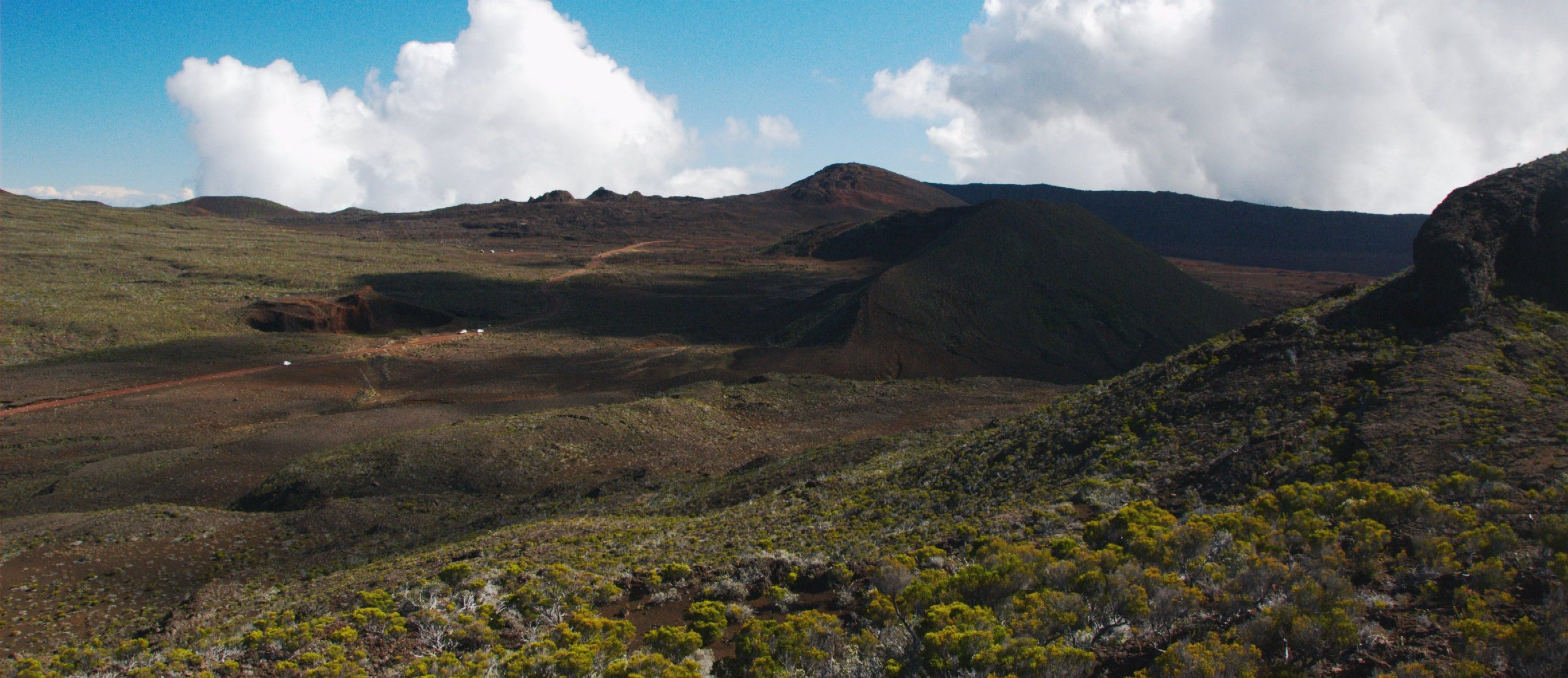
Le site des forages d'exploration

Le budget des forages d'exploration est de 11 millions d'euros. La ressource est estimée à 20 MW. Sa probabilité est de 50 % de chances de réussite. Le 26 mars 2010, le nouveau conseil régional a annoncé l'abandon définitif de ce projet "contraire à la protection et à la mise en valeur du patrimoine naturel que sont le Volcan et la Plaine des Sables" .

### Compatibilité environnementale
Le projet géothermique de la Réunion n'étant pas compatible avec les exigences de protection environnementale de l'UNESCO, la zone concernée a dû être déclassée en zone tampon juste avant la présentation au Comité des Biens français, du dossier d'inscription de la Réunion au patrimoine mondial. De plus, les usagers désapprouvent ce projet parce que :
- situé au cœur du parc national et à l'opposé de la démarche du Parc national de la Guadeloupe : Ce dernier a renoncé au projet de barrage hydraulique situé en zone centrale et l'usine géothermique de bouillante a été implantée en zone périphérique.
- l'enjeu énergétique est mineur tant au regard du potentiel espéré compris entre 3 et 4 % de la production électrique installée en 2007 que des retombées touristiques attendues avec un classement à l'UNESCO

zonage classement UNESCO
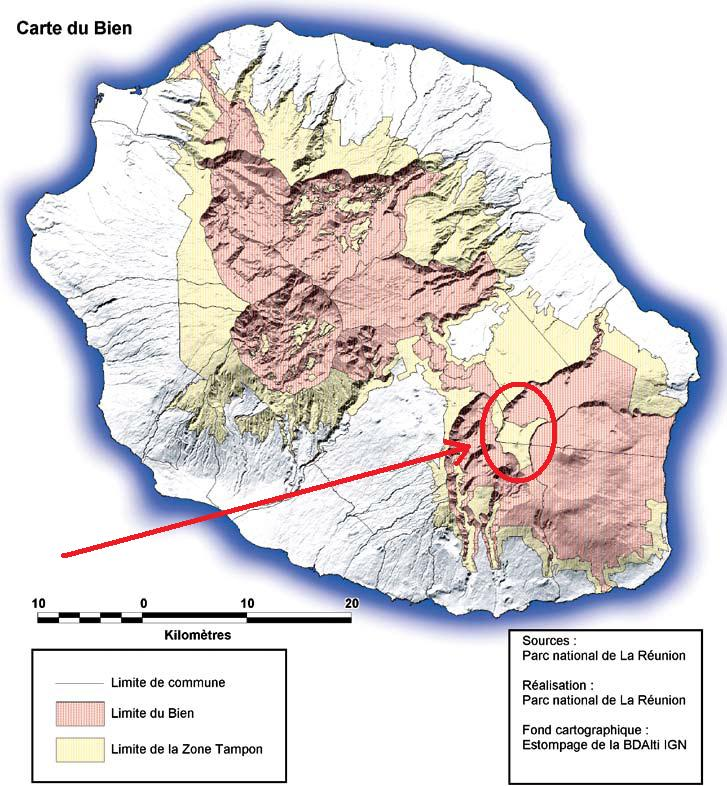
Périmètre après déclassement de la zone géothermique
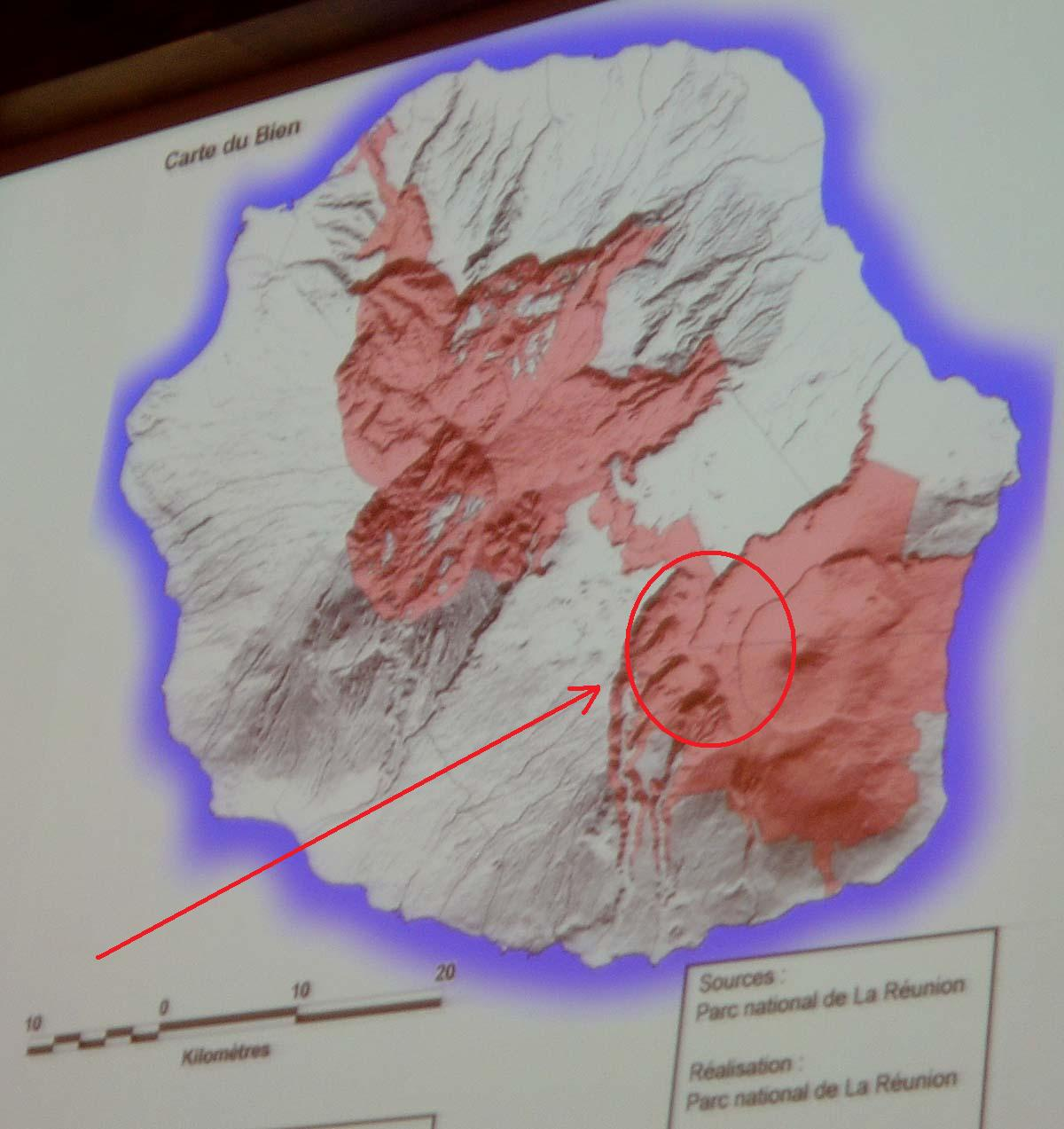
Périmètre initial.
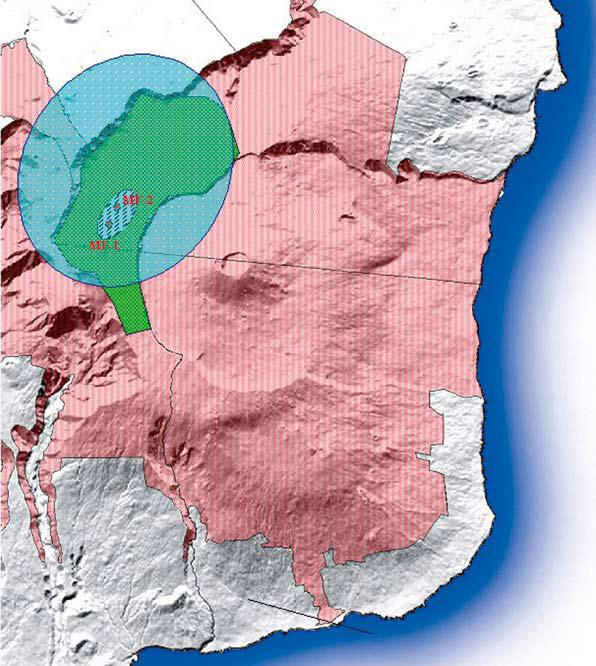
Vert: zone pouvant être amenée à recevoir des installations (forages, conduites de liaison, centrale) dédiées à l’exploitation géothermique - source : Conseil Régional

Une pétition portée par l'Association citoyenne de Saint-Pierre, pour que ce projet soit développé en dehors du cœur du parc national a reçu un fort soutien dans la population. Celle-ci étant attachée à la protection du site et sensibilisée sur les faibles enjeux énergétiques du projet. Dans sa décision d'inscrire les Pitons, cirques et remparts de l'île de La Réunion, sur la Liste du patrimoine mondial, le Comité a félicité l'État partie d'avoir pris la décision d'abandonner le projet de production d'énergie géothermique

## Projet de Salazie
Le forage profond SLZ1, de 2 100 m de profondeur, réalisé en 1986 a mis en évidence un gradient de température relativement élevé : 9,5 °C/100 m (192 °C à 2 100 m de profondeur). Il existe des techniques de type Hot Dry Rock (HDR), actuellement en cours de développement, qui permettent l’exploitation de réservoirs géothermiques sec (fracturation hydraulique du réservoir et mise en place de puits d’injection d’eau).Cette technique, appelée aussi Système Géothermique Stimulé (EGS) est définie parmi les priorités de développement dans la stratégie nationale de recherche énergétique. Le 13 juin 2008 le premier ministre a symboliquement injecté le premier kilowattheure géothermique produit selon cette technique dans le réseau d’électricité de Strasbourg.
Les mesures PS définies dans les orientations de la réunion Géothermie 2002 ont été annulées en raison de la priorité accordée au site de la plaine des sables. Le site du Piton des Neiges/Salazie n'est pas définitivement abandonné.